# Ali Hatami
Ali Hatami (persiska علی حاتمی), född 14 augusti 1944 i Teheran, död 7 december 1996 i Teheran, var en iransk filmregissör, manusförfattare, koreograf, and kläddesigner. Tidningen Tehran Times har kallat honom för "Hafez inom iransk film med anledning av den poetiska stämningen i hans filmer."
Ali Hatami är far till Leila Hatami, främst känd internationellt för att hon spelade den kvinnliga titelrollen i den Oscarsbelönade filmen Nader och Simin – En separation (2011). 
Hatamisläkten kommer från staden Tafresh.